# Caroline John
Caroline Frances John (* 19. September 1940 in York, North Yorkshire; † 5. Juni 2012 in London) war eine britische Schauspielerin.

## Leben

### Familie und Theater
John, als Caroline Frances John in York geboren, war eines von acht Kindern. Ihr Vater war Schauspieler und maßgeblich an der Gründung des Belgrade Theatre in Coventry beteiligt. Johns Mutter war Tänzerin gewesen. John wollte zunächst ebenfalls Tänzerin werden, entschied sich dann jedoch für die Schauspielerei. Sie absolvierte ihre Schauspielausbildung an der Central School of Speech and Drama in London. Ihr erstes Theaterengagement erhielt sie am Royal Court Theatre. Sie spielte dann zunächst an verschiedenen Repertoiretheatern in Ipswich, Oxford und Sheffield.
Sie trat mit der Royal Shakespeare Company auf. In den 1960er Jahren war sie, unter der Leitung von Sir Laurence Olivier, für vier Spielzeiten (1964–1967) Mitglied des Royal National Theatre. Am National Theatre war sie in einer Produktion der Shakespeare-Tragödie Othello unter der Regie von John Dexter als Einspringerin und Zweitbesetzung für Maggie Smith in der Rolle der Desdemona besetzt (April 1964, Old Vic Theatre). 1965 spielte sie am Old Vic Theatre in London, an der Seite von Ian McKellen als Claudio, die Hero in der Shakespeare-Komödie Viel Lärm um nichts; Regie führte Franco Zeffirelli. Die Rolle der Herov verkörperte sie 1967 auch in einer Fernsehaufzeichnung der Produktion. Unter Oliviers Regie spielte sie, gemeinsam mit Frank Finley, 1966 in einer Produktion des National Theatre die Rolle der Mary Boyle in dem Theaterstück Juno und der Pfau von Sean O’Casey (April 1966, Alexandra Theatre, Birmingham; April 1966, Old Vic Theatre, London). 1967 war sie in einer Produktion des National Theatre die Ophelia in der ersten professionellen Inszenierung des Theaterstücks Rosenkranz und Güldenstern sind tot von Tom Stoppard (April 1967, Old Vic Theatre, London).
Im späteren Verlauf ihrer Karriere hatte sie Theaterengagements am Stephen Joseph Theatre in Scarborough. Regelmäßig trat sie seit den 1990er Jahren am Orange Tree Theatre in Richmond-on-Thames auf. Sie spielte dort unter anderem in den Stücken The Return of the Prodigal von St. John Emile Clavering Hankin (1869–1909) (Spielzeit 1992/1993), The Artifice von Susanna Centlivre (* 1667–1670; † 1723) (Spielzeit 1992/1993), A Penny for a Song von John Whiting (Spielzeit 1992/1993), His Majesty von Harley Granville-Barker (1877–1946) (1992, als Königin), Silas Marner (1988; Bühnenfassung und Regie: Geoffrey Beevers), Happy Birthday, Dear Alice von Bernard Farrell (* 1939) (2002; in der Titelrolle als Alice), Dona Rosita bleibt ledig oder Die Sprache der Blumen von Federico García Lorca (2004, in der Titelrolle als Dona Rosita).
Weitere Bühnenrollen spielte sie in Baumeister Solness (als Aline Solness; 1999, English Touring Theatre, mit Timothy West als Halvard Solness) und in Tod eines Handlungsreisenden (als Linda Loman; 2001, Compass Theatre Company).
2004 spielte John die Rolle des Estragon in Warten auf Godot bei einem Theaterworkshop am Ulysses Theatre in Zagreb; ihre Partnerinnen waren Vanessa Redgrave, Lynn Redgrave und Amanda Plummer. 2006 spielte sie am New End Theatre in London in der Uraufführung des Ein-Personen-Stücks Nightingale von Lynn Redgrave; Redgrave hatte dieses Stück für Caroline John geschrieben, in Dankbarkeit für eine lebenslange Freundschaft.

### Doctor Who
Besondere Bekanntheit erreichte John mit der Rolle der Assistentin Liz Shaw in der britischen Science-Fiction-Fernsehserie Doctor Who. Caroline John spielte diese Rolle, an der Seite von Jon Pertwee, in insgesamt vier Folgen in der 7. Staffel im Jahre 1970. Liz Shaw war eine Wissenschaftlerin, welche von UNIT, einer militärischen Organisation, die die Erde gegen Außerirdische verteidigt, als wissenschaftliche Beraterin zwangsverpflichtet wurde. John verkörperte einen neuen Typus der Assistentinnen von Doctor Who. Sie war eine Frau mit Verstand, kühler Intelligenz und Reife. Smith und Doctor Who agierten dabei stets auf gleicher Augenhöhe.
John gab ihr Doctor-Who-Debüt in der Folge Spearhead from Space (1970), im Kampf gegen die Autons, die mörderischen Schaufensterpuppen ähneln. Ihren letzten Auftritt in der Serie hatte sie in der Folge Inferno; darin spielte sie als Section Leader Elizabeth Shaw in einer Parallelwelt ein Alter Ego ihrer ursprünglichen Rolle, eine ungewöhnlich harte, brutale und militaristische Version ihrer eigentlichen Rolle. Ihre Rolle war in der Folge Doctor Who and the Silurians Zeugin des Wiedererscheinens der Silurianer (einer Rasse von reptilienartigen Humanoiden). Nachdem der neue Produzent der Serie, Barry Letts, die Rolle der Liz Shaw wieder durch den Typus einer traditionelleren Assistentin ersetzen wollte, wurde die Rolle der Liz Shaw aus den Drehbüchern herausgeschrieben; John hatte sich jedoch bereits selbst zu einem Ausstieg aus der Serie entschieden, da sie zu dieser Zeit mit ihrem ersten Kind schwanger war.
John spielte ihre Rolle als Liz Shaw, obgleich als Phantom, auch in der Jubiläumsfolge The Five Doctors (1983); sie wiederholte ihre Rolle nochmals in der Sonderfolge Dimensions of Time (1993), einem Crossover der Serien Doctor Who und EastEnders, die für die Hilfsorganisation der BBC, Children in Need, produziert wurde.
Von 1994 bis 1996 war sie in vier P.R.O.B.E.-Filmen erneut als Liz Shaw zu sehen. Das Drehbuch zu den Filmen schrieb Mark Gatiss; die Filme wurden von BBV produziert.
John sprach ihre Rolle als Liz Shaw auch zwei von Hörbüchern zur Doctor-Who-Serie, die bei der Firma Big Finish erschienen sind: Dust Breeding (2001) und The Blue Tooth (2007, mit John als Erzählerin Liz Shaw). Danach sprach John ihre Rolle als Liz Shaw noch in weiteren Hörspielsproduktionen (inszenierte Hörbücher, erzählt von einem der Companions des Doctors), die bei Big Finish in der Companion Chronicles-Serie erschienen: Shadow of the Past (April 2010), The Sentinels of the New Dawn (April 2011), Binary (März 2012) und The Last Post. John machte laut Angaben der Produktionsfirma Big Finish die letzten Aufnahmen für das Hörbuch The Last Post Ende Januar 2012.

### Fernsehen und Film
John übernahm außerdem weitere durchgehende Serienrollen, Episodenrollen und Gastrollen in zahlreichen britischen Fernsehserien, unter anderem in Z Cars (1972), Crown Court (1973), Casualty (1988), Harry Enfield’s Television Programme (1990, als Haushälterin der Tory- und Labour-Politiker Freddie und Jack), Gerichtsmedizinerin Dr. Samantha Ryan (1996, als Mrs. Claire), Polizeiarzt Dangerfield (1996), Inspector Barnaby (2000, als Blumenhändlerin in der Folge Drei tote alte Damen) und Doctors (2008). In der Serie Agatha Christie’s Poirot war sie in der Folge Eine Tür fällt ins Schloss 1989 gemeinsam mit Geoffrey Beevers (als Mrs. und Mr. Tolliver) zu sehen.
Im Kino spielte John fast ausschließlich Nebenrollen, so als Mrs. Mackenzie in dem Filmdrama Auf Messers Schneide (1984). 2003 hatte sie einen Cameo-Auftritt (ohne Dialog) in der britischen Filmkomödie Tatsächlich… Liebe als Sams Großmutter.

## Privates
John heiratete 1970 den Schauspieler und Regisseur Geoffrey Beevers, den sie während ihrer Zeit am National Theatre kennengelernt hatte. Aus der Ehe gingen drei Kinder hervor, eine Tochter und zwei Söhne. John starb am 5. Juni 2012 im Alter von 71 Jahren. Am 20. Juni 2012 wurde sie in South West London beigesetzt. Ihr Tod war von ihrer Familie erst nach ihrer Beisetzung bekanntgegeben worden.

## Filmografie (Auswahl)
- 1955: Ferien mit Papa (Raising a Riot)
- 1963: The King’s Breakfast
- 1967: Viel Lärm um nichts (Fernsehfassung)
- 1970: Doctor Who (Fernsehserie, 4 Folgen)
- 1971: The Rivals of Sherlock Holmes (Fernsehserie, 1 Folge)
- 1972: Z Cars (Fernsehserie, 1 Folge)
- 1973: Crown Court (Fernsehserie, 1 Folge)
- 1982: Der Hund von Baskerville (The Hound of the Baskervilles) (Miniserie)
- 1983: The Five Doctors
- 1984: Auf Messers Schneide (The Razor’s Edge)
- 1985: The Bill (Fernsehserie, 1 Folge)
- 1988: Casualty (Fernsehserie, 1 Folge)
- 1989: Agatha Christie’s Poirot (Episode: Problem at Sea)
- 1990: Harry Enfield’s Television Programme (Fernsehserie)
- 1993: Doctor Who: Dimensions in Time
- 1994: The Memoirs of Sherlock Holmes (Fernsehserie, 1 Folge)
- 1995: EastEnders (Fernsehserie, 1 Folge)
- 1996: Gerichtsmedizinerin Dr. Samantha Ryan (Silent Witness) (Fernsehserie, 2 Folgen)
- 1996: Polizeiarzt Dangerfield (Dangerfield) (Fernsehserie, 1 Folge)
- 2000: Inspector Barnaby (Midsomer Murders, Episode: Blue Herrings)
- 2003: Tatsächlich… Liebe (Love Actually)
- 2008: Doctors (Fernsehserie)